# Wowwiki
Wowwiki, förkortning för World of Warcraft Wiki, är ett uppslagsverk över Warcraftvärlden, uppdaterat av användare och modererat av speciellt utsedda moderatorer på samma sätt som Wikipedia. Wowwiki använder systemet Mediawiki som tillhandahålls av Wikia.

## Bakgrund
Wowwiki startade 24 november 2004 som en portal för information om World of Warcraft-världen, spelet och en speciell svit så kallade addons för att modifiera användargränssnitt kallad Cosmos. På sidan finns information om inte bara själva PC-spelet utan även det relaterade kortspelet, den tidigare serien av realtidsstrategispel (RTS) som MMORPG:et bygger på, publicerad litteratur, World of Warcraft-mangan, så kallad lore (grundhistorien spelet bygger på, jämför sägen) samt om Blizzard släppt någon information om kommande expansioner till spelet.